# Las Fuentes, Alfajayucan
Las Fuentes är en ort i Mexiko.   Den ligger i kommunen Alfajayucan och delstaten Hidalgo, i den sydöstra delen av landet, 110 km norr om huvudstaden Mexico City. Las Fuentes ligger 1 911 meter över havet och antalet invånare är 181.
Terrängen runt Las Fuentes är kuperad åt sydost, men åt nordväst är den platt. Runt Las Fuentes är det ganska glesbefolkat, med 31 invånare per kvadratkilometer. Närmaste större samhälle är Alfajayucan, 1,3 km öster om Las Fuentes. Omgivningarna runt Las Fuentes är en mosaik av jordbruksmark och naturlig växtlighet.